# 흐리스토 쇼포프
흐리스토 나우모프 쇼포프(불가리아어: Христо Наумов Шопов, 1964년 1월 4일~)는 불가리아의 배우이다.

## 출연 작품

### 영화
- 갱스터 파라다이스 (2018년) - 디미타르 역
- 어사일럼 (2014년) - 아버지 리차드 역
- 포르노그래픽러브 (2013년) - 필립 역
- 언디스퓨티드 3 (2010년)
- 더블 아이덴티티 (2009년) - 세릭 역
- 커맨드 퍼포먼스 (2009년)
- 레졸루션 819 (2008년)
- 종달새 농장 (2007년)
- 인콰이어리 (2006년)
- 랩터 아일랜드 (2004년)
- 스파타커스 (2004년)
- 다크 라이트 (2004년)
- 패션 오브 크라이스트 (2004년) - 본시오 빌라도 역
- 드래곤 파이터 (2003년)
- 아이 엠 데이빗 (2003년)
- 에이리언 헌터 (2003년)
- 파이톤 2 (2002년)
- 샤크 헌터 (2001년)
- 그레이 존 (2001년)
- 마인드스톰 (2001년)
- 퀸스 메신저 (2000년)
- 옥토퍼스 (2000년)
- 베를린 마담 39 (1993년)